# Quinto Titúrio Sabino

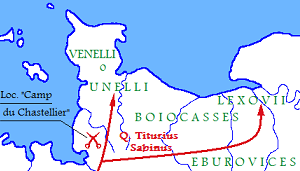
Campanha de Sabino na Normandia.

Quinto Titúrio Sabino (em latim: Quintus Titurius Sabinus; m. 54 a.C.) foi um dos legados de Júlio César durante as Guerras Gálicas. É conhecido principalmente por ter morrido em combate durante a Revolta de Ambiórix no inverno de 54-53 a.C. juntamente com seu colega Lúcio Aurunculeio Cota.

## História
Sabino mencionado pela primeira pelo próprio César, em "De Bello Gallico", em 57 a.C. durante uma campanha contra os remos. No ano seguinte, Sabino foi enviado por César à frente de três legiões contra os unelos, curiosolitas e lexóvios (na Normandia), liderados por Virídovix, sobre os quais conquistou uma grande vitória na Batalha de Vernix. 
Em 54 a.C., Sabino e Cota foram estacionados com uma legião e cinco coortes no território dos eburões para passar o inverno. Em menos de quinze dias, os romanos foram atacados por Ambiórix e Catuvolco. Sabino, revelando-se menos decidido do que Cota, preferiu confiar na palavra dos gauleses e seguiu com suas tropas para fora do acampamento depois de receber a promessa de salvo-conduto. Como resultado, suas forças foram completamente massacradas pelos gauleses, que em seguida deram o mesmo destino às forças de Cota.